# Storczyca kulista
Storczyca kulista (Traunsteinera globosa (L.) Rchb.) – gatunek rośliny z rodziny storczykowatych (Orchidaceae). Łacińską nazwę rodzajową nadano jej dla uczczenia zasług austriackiego aptekarza Josepha Traunsteinera (przełom XVIII i XIX w.).

## Rozmieszczenie geograficzne
Występuje w górach Europy: w Alpach, Pirenejach, Apeninach, Jurze, w Karpatach i Sudetach. W Polsce występuje głównie w górach, gdzie jest dość częsta. Poza górami, na przylegającym niżu występuje znacznie rzadziej. Notowana tutaj była na Podkarpaciu oraz w Słubicach i na łąkach koło Ojcowa. W Sudetach obecnie występuje tylko na 2 izolowanych stanowiskach w obrębie Parku Narodowego Gór Stołowych. 

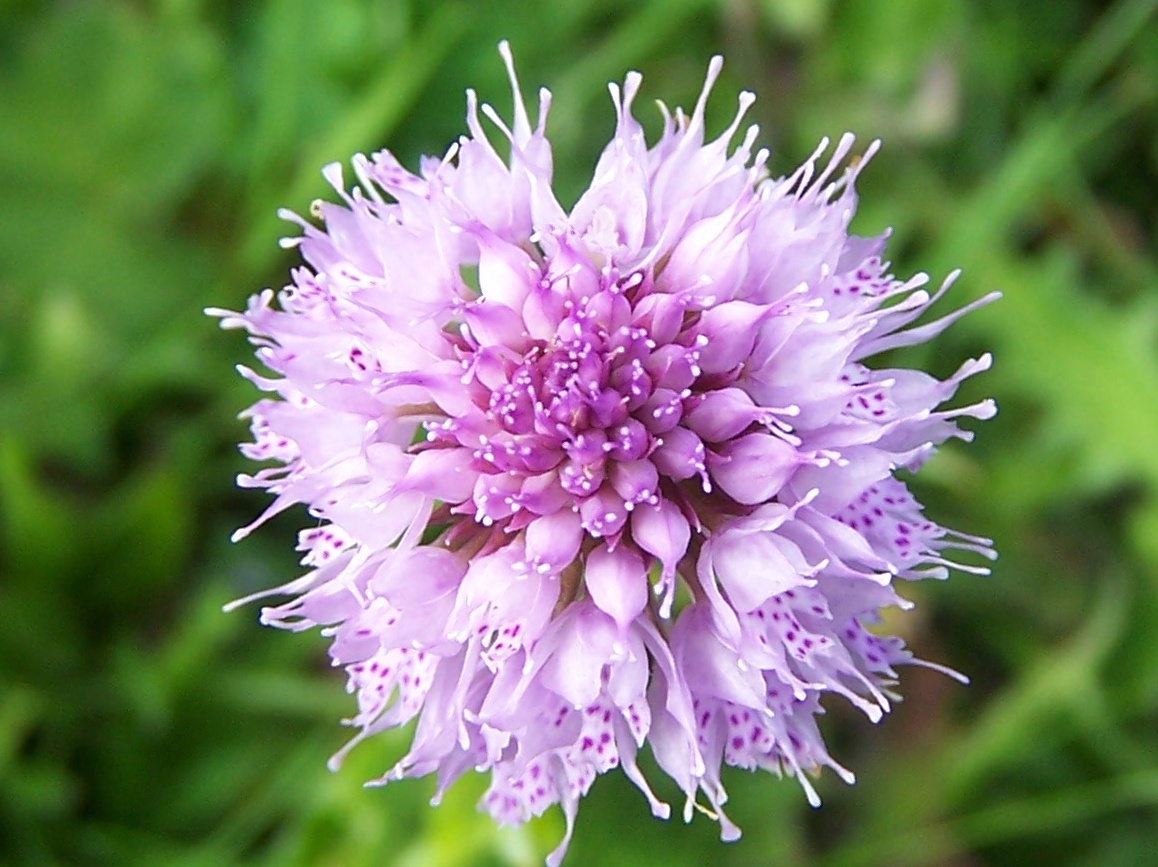
Kwiatostan

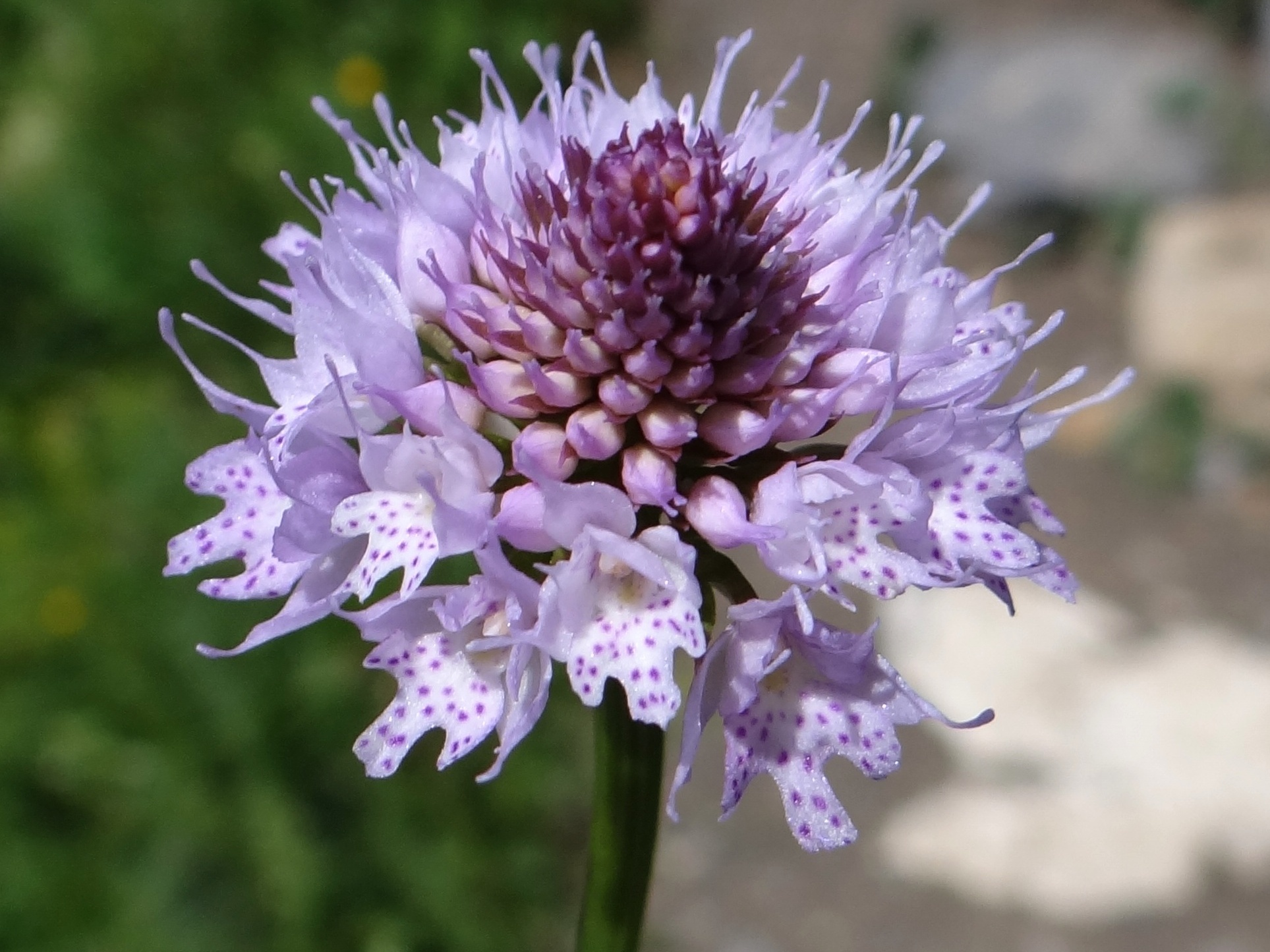
Kwiatostan

## Morfologia
ŁodygaPojedyncza, wzniesiona, prosta, naga, o wysokości 15–70 cm.
LiścieUlistnienie skrętoległe. Liście sinozielone, eliptyczne lub lancetowate. Posiada tylko kilka dużych liści (4-6).
KwiatyZebrane na szczycie łodygi w zbity kwiatostan, który początkowo jest szerokostożkowaty, później bardziej kulisty. Kwiaty fioletowo-różowe, dość jasne o wydłużonych działkach, pachnące. Boczne działki odstają dopiero w czasie kwitnienia. Warżka ma długość 3-8 mm, jest 3-łatkowa z ciemniejszymi plamkami; środkowa łatka jest najdłuższa i zgrubiała na szczycie. Ostroga krótka i zgięta. Zalążnia skręcona, prętosłup jasnoróżowy.

## Biologia i ekologia
- Rozwój: bylina, geofit. Kwitnie od maja do lipca. Jak wszystkie rośliny storczykowate żyje w symbiozie z pewnym gatunkiem grzyba[7].
- Siedlisko: łąki, polany, murawy wysokogórskie. W górach sięga po hale powyżej piętra kosodrzewiny[8], zarówno na podłożu wapiennym, jak i bezwapiennym. Gatunek światłolubny, ale znoszący przejściowe zacienienie[7]. W Polsce najwyżej występuje w Karpatach: w Tatrach najwyższe stanowisko ma na wysokości 1765 m n.p.m. w rejonie Wyżniej Przełęczy Kondrackiej[8]. W Sudetach dochodzi do 1000 m n.p.m. Rośnie na glebach o odczynie od bardzo kwaśnego do obojętnego (pH 4,3-7,2)[7].
- Liczba chromosomów 2n= 42[5].

## Zagrożenia i ochrona
Roślina objęta w Polsce ścisłą ochroną gatunkową. W ostatnich latach notuje się spadek liczebności gatunku. Znaczna liczba jej stanowisk znajduje się w karpackich parkach narodowych. Zagrożone są jedynie stanowiska znajdujące się poza parkami, głównie wskutek zaorywania łąk i intensyfikacji gospodarki łąkowej.